# 劉姍姍事件
劉姍姍事件是2011年11月一起发生在台灣與美国之間的勞工人權、司法案件。
2011年11月11日，中華民國駐美國密蘇里州堪薩斯台北經濟文化辦事處處長劉姍姍（英語：Jacqueline Liu），因涉嫌合約欺詐為美國聯邦調查局（FBI）拘留。

## 當事者背景
劉珊珊畢業於美國密苏里州立东北大学歷史系碩士，曾派駐芝加哥及波士頓，並曾擔任中華民國外交部國際組織司科長及北美事務協調委員會副祕書長；陳水扁政府時期，於吳新興及李傳通兩屆駐菲律賓代表處代表麾下擔任副代表。馬英九政府時代，中華民國外交部將劉派任為駐美國堪薩斯辦事處處長。

## 事件經過
2011年11月11日劉姍姍突遭聯邦調查局以外籍勞工契約詐欺罪名逮捕，檢方隨即起訴劉姍姍並移送法院，法官當庭諭令還押。
依檢方指控，劉姍姍強迫其菲籍家庭幫傭超時工作，僅給付工作合約上的三分之一薪資，禁止自由外出，裝置閉路電視監視菲傭。劉姍姍所僱菲傭於八月不告而別，不知去向；但案件發生後，劉姍姍第一時間即已向美警政單位報案，並充分善意配合美執法人員調查該菲籍僕役下落。
三名駐堪薩斯辦事處人員被列為合作證人，二號證人向調查人員表示：劉姍姍不但在知情的狀況下付給該名菲傭低於合約的薪資，還經常大聲斥喝。劉姍姍對前一名幫傭也短付薪資還曾對其動粗，使其變得情緒沮喪、甚至厭食。
三號證人表示：他工作之一是記錄劉姍姍付給該名菲傭的所有款項，給付金額遠低於合約規定。並向調查人員展示該名菲傭簽名的收據，也說劉姍姍對前一個幫傭也沒有依合約金額付薪。
美國承辦檢察官表示，台灣駐美經濟文化辦事處與美國的關係屬於非官方性質，劉姍姍可能不適用外交豁免；如果被定罪，她最重可遭處五年有期徒刑。
法院在台北時間11月16日晚11點37分左右舉行第一次羈押聽證會，劉姍姍當庭聲明放棄交保權利。在短短不到10分鐘，聽證會結束，法官最後裁定將劉姍姍繼續羈押。劉姍姍的律師沃肯私下表示，劉姍姍希望向檢察官談認罪協商。
劉姍姍承認檢方指控的「外籍勞工契約詐欺」罪，僅付菲傭450美元且超時工作，非合約載明的1,240美元，而且交出80,044.62美元的賠償金給兩名受害菲傭。劉姍姍在法庭上說的英文，書記官與法官都表示聽不懂。法官問劉是否了解協議內容，劉卻回答「謝謝」；法官再問一次，她才說「NO」。針對雇傭的公私問題，劉的回答是私人事務，和外交部的主張雇傭執行公務完全不同。
劉案第2次召開預備聽證庭，法官暫不接受劉姍姍的認罪協議。萬一法官不同意認罪協議，劉姍姍將面臨大陪審團起訴庭。
1月28日，法官接受認罪協議，判劉姍姍即時遞解出境，向兩名菲傭賠償80,044美元，支付囚禁她所需的4,700美元和押解她回台灣的美國移民官的機票費用。兩名菲傭則獲得爲人口販賣受害人所設的T簽證，可以永久留在美國。
劉姍姍在美國被關2個多月後認罪返台，在調查爭議期間，她仍月領新台幣12萬元高薪。
劉姍姍於2月17日發出聲明稿表示，鄭重否認有「虐傭」情事，更沒有貪污不法；她強調，願配合監察院及其他相關單位調查，以還原案情真相。
劉珊珊在2月22日以被告身分接受台北地檢署傳喚偵訊，並且否認虐傭及合約詐欺，供稱在美認罪協商是不得已、不代表有犯罪，訊後被請回。偵訊三個多小時離開台北地檢署時，表示「我已為此事發出聲明道歉」，否認虐傭。

## 美國政府反應

### 行政部門反應
美國國務院發言人答覆中央社記者詢問時表示：美國官方發給駐美國台北經濟文化代表處或是各「台北經濟文化辦事處」的是「E-1條約商人簽證」（E-1 Treaty Trader visas）。駐美台灣代表享有的豁免或特權並非來自他們的簽證身分（visa status），而是根據1980年台美簽署的《特權免稅暨豁免協定》。在此協定下，劉姍姍享有與領事官員相同的地位，她的豁免權僅限於執行許可的職務範圍內。

### 司法部門反應
- 聯邦調查局提交法庭證詞顯示：劉姍姍2010年十一月於菲律賓僱用一名女子，該F.V.（女性受害者）2011年三月抵達美國堪薩斯市後，卻被要求每週工作六天、每天十六至十八小時，而且薪水只剩四百至四百五十美元。同時，劉姍姍扣押F.V.的護照與B-1工作簽證，要脅F.V.如果不從，就要將她送回菲律賓。[16]
- 法院認為劉姍姍拿的是E1貿易簽證，而非外交官使用的A1或A2簽證，因此不享有外交豁免權[17][18]。這項法院文件影響所及不僅於此，還擴及到中華民國所有駐美官員。包括駐美代表袁健生在內，所有駐美官員均持E1簽證，而現在聯邦法院的檔案裡，他們都不是外交官。既然不是外交官，未來一旦站上法庭被告席，豁免問題恐怕根本不存在。[19]
- 無豁免權最主要因為中華民國不是被美國認可的主權國家。[20]
- 依照美國《拐帶人口被害人保護法（英语：Victims_of_Trafficking_and_Violence_Protection_Act_of_2000）》，兩位受虐菲傭是「嚴重拐帶人口犯行的受害者」，因此兩人將獲得美國政府核發的T類簽證，可以繼續在美國合法居留及工作，並享有其他福利[21]。
- 劉案第2次召開預備聽證庭，法官暫不接受劉姍姍的認罪協議。根據密蘇里西區聯邦地方檢察署公布的認罪協議第5項，建議劉姍姍在判刑後立即遞解出境，如果法官接受協議，簽發賠償外傭的支票即可生效，如果協議遭拒絕，辯方也有權撤銷協議。[22]

## 中華民國政府與民間反應

### 行政機關回應
- 駐美國堪薩斯辦事處長劉姍姍因被控「外籍勞工契約詐欺」罪嫌遭美國執法單位逮捕，外交部立即表達嚴正抗議，要求立即無條件釋放劉姍姍。[23]美國專家說，要是她的犯罪行為與職務有關，她也說不定可以使用外交豁免，但是以目前美國調查單位掌握的案情來看，顯非如此[24]。外交部長楊進添當月11日傍晚表示：美方此舉已嚴重違反台灣外交人員所享有的豁免權(台美特權、免稅暨豁免協定)，除在第一時間向美方表達嚴正抗議外，並於11日中午召見美國在台協會官員，要求美方立即無條件釋放劉珊珊[25]。駐美代表袁健生說：「女傭是政府僱用的，不是個人問題[26]。」
- 外交部長楊進添也不滿辦事人做為證人，下令嚴格處分[27]。外交部發言人章計平15日表示已經在調查這3位證人的不適當行為[28]。此舉引發立委質疑外交部包庇劉姍姍，懲罰說實話的官員。外交部北美司司長令狐榮達表示，辦事處人員基於協尋外傭理由接受FBI會談，並非當證人，檢察官把會面內容當證詞，是有瑕疵。[29]但是根據美國法律，一旦駐處人員證詞被列為呈堂證供，將來受法院傳喚須擔負出庭作證的義務。
- 外交部表示美國聯邦調查局是以「外籍勞工契約詐欺」罪名逮捕劉姍姍。對劉姍姍疑似貪走菲傭薪水，外交部辯解說外傭確實約定1240美金月薪。結果但其表明有關住宿、伙食、醫療及保險等費用，自願從月薪中扣除790美元支付，因此每月實領450美元。劉姍姍每月再給140美元食品雜貨費，總計實領590美元，月薪約17700台幣，此金額也與駐堪薩斯辦事處每月報外交部核銷金額相同[30]。章計平以在外交上是很強烈的「粗魯」字眼重批FBI，重申給的薪資不低[31]。
- 勞委會表示：外交部雇傭屬於特例，不需要遵守勞基法。
- 劉姍姍認罪前，外交部堅稱劉姍姍清白、無辜，並外派專案小組抵美拯救劉姍姍[32][33]，總計金額預估上看30萬美金，約台幣1到2千萬的官司費由全民埋單[34]。
- 劉姍姍認罪後，外交部北美司長令狐榮達說，劉姍姍案為法律案件不影響台美密切合作關係。[35]外交部日前已強調契約合法，故劉是否涉及貪汙，仍有待釐清。[36]外交部發言人章計平對劉姍姍身穿囚衣、戴手銬出庭表示外交部深感痛心[37]。行政院長吳敦義說：「對外交部處理劉姍姍事件的評價是，「我覺得外交部的處理不能講100分，可是畢竟現在比較算圓滿，兼顧豁免跟人權以及國格確保[38]。」
- 12月14日楊進添表示：劉姍姍已將認罪協商，但劉姍姍繼續支薪，也會將她調回外交部內繼續工作[39]。
- 2月17日經過外交部行政調查後決議，給予駐堪薩斯前處長劉姍姍停職處分，並移請監察院進行審查。外交部發言人章計平表示：劉姍姍停職後只可支領「半俸」，每月是新台幣2萬6千多元；同時，停職審查期間，劉姍姍不可申請退休。
- 2012年7月5日，公務員懲戒委員會決議，劉姍姍嚴重損害國家形象、違反《公務員服務法》，裁罰休職二年。

### 檢察機關偵查
2012年5月25日，台北地檢署經詳查後認為：劉姍姍雖在美接受認罪協商，但依據本案的核銷單據、往來呈報外交部的文件及證人訪談報告，和外傭自願簽署扣除食宿、保險等相關費用的副約，本案屬於民事糾葛，劉珊珊並無涉及刑事犯罪的具體事證，應為民事糾葛，因此將全案簽結，劉珊珊無罪釋放。偵查結果引發網友不滿，質疑在美國認罪，在台灣卻查不到，「史上最荒唐的笑話莫過於此」。

### 監察院調查
監察委員的調查報告提到，劉姍姍在菲籍外傭離去後違反外交部規定僱用中華人民共和國國籍幫傭，直到劉姍姍被收押後以電話指示下屬到宿舍支付陸傭薪資才曝光。而且外交部人員還發現，這名陸傭曾使用私人電腦，透過官舍保密電話上網，可能危害國家資訊安全或文件機密外洩等危機。外交部早在1999年5月即通令外館嚴禁僱用中國人士幫傭，以防滲透收買。監察院認為，劉姍姍違反駐在地法律規定、領導統御欠佳，違失情節明確且重大，明顯失職；以8票對5票通過彈劾劉姍姍並糾正外交部，要求外交部應全面清查其他外館是否有類似情況發生。

### 立法院反應

#### 國民黨立委反應
- 國民黨籍立委也都不相信外交部說法。立法委員張顯耀也質疑：「外交部說法，很難取信社會大眾吧？他們應該不會這麼天真的拿去法庭上說吧？」《蘋果日報》稱，一名熟悉美國法律的人士認為，「僕役主動要求扣薪」說法違背一般常理，一定會被美國檢方挑戰[45]。
- 國民黨立委費鴻泰在立法院財政委員會中，痛批外交部「對外館的內部稽核是零」，要求外交部必須在三個月內提出如何對外館的人事、紀律和審計的有效稽核制度；否則選舉一到，每次被選民問到這種事情，「都讓人感到很丟臉」。[46]

#### 民進黨立委反應
- 民進黨發言人陳其邁在本月13日晚間在政論節目中表示：外交部在整件事情的處置上明顯「暴衝」，盲目力挺一個涉嫌違反人權、虐傭與貪汙的劉姍姍，此舉陷全體台灣人民於不義，讓台灣成為國際笑話；若這名菲傭的薪資真由外交部給付，劉姍姍即涉嫌貪汙[47]。民進黨指出依簽訂雇傭合約該菲傭可得每月1240美元，工作時數一天八小時，超過皆算加班。可是每月劉姍姍只付給450元美元左右，換算台幣只有15000左右，甚至低於台灣基本工資[48]。
- 立委蔡煌瑯也拿出劉姍姍虐傭案的起訴方文書，指責外交部護短（企圖替劉姍姍脫罪）。
- 黨團書記長翁金珠同時指出，外交部可以就「外交豁免權」據理力爭，召回劉姍姍，但就涉嫌虐待外勞一事，絕不能護短[49]。
- 立委黃淑英端出勞基法，表示工時、基本薪資、扣抵證件，外交部通通違法，無論是台灣勞基法規範或美國法令都犯法。但勞委會官員強調，外交部雇傭屬於特例範圍[50]。
- 立委黃偉哲嘲諷說：「難道是菲傭佛心來著，不然怎麼會自己要求扣薪，該不會是外交部逼人家寫的吧？」

### 勞工團體反應
- 台灣勞工陣線祕書長孫友聯表示，《勞基法》明訂每月膳宿費用不得超過薪水的3成，外交部苛扣比例實際上高達6成以上，嚴重違法；並且該菲傭月薪低於台灣法定最低薪資，外交部帶頭剝削勞工[51]。
- 台灣的勞工、人權團體認為劉姍姍虐傭嚴重傷害台灣國家形象[48][52]，並質疑律師費和賠償金是否還要用公費支付[53][54]？
- 台灣國際勞工協會專員許家雋批評，《就業服務法》明文規定，雇主和仲介不得扣留勞工的證件、財物、不得強迫儲蓄。家庭看護的勞動契約上也明載「每週休息一天」；但被資方扣留護照、居留證、手機、強迫儲蓄、全年無休的移工依舊多不勝數，正因為資方都握有一項無敵法寶：「自願」同意書。於是就產生了無數的「我自願不休假」、「自願請雇主保管證件」和「自願每月自薪水扣除五千元儲蓄款」等「同意書」。這是典型的《民法》第七十四條「暴利行為」。[55]

### 輿論反應

#### 社會人士評論
- 前駐美代表吳釗燮表示駐外高層人員風紀問題，劉案並非特例，之前就有駐斐濟代表爆發嚴重風紀問題，更早還有重要館長被立委爆料有嚴重的公器私用情況。一位外交部駐日資深官員則透露：台灣外交部駐美官員遠從菲律賓帶女傭到美國的情形不在少數，可是違反美國最低工資標準，「劉姍姍事件只是冰山一角」[56]。
- 前外交部長程建人表示：一九七九年中美斷交後，他返回外交部擔任北美司司長。有一天接到同事來電說，有一位叫做「劉姍姍」的留學生，因為中美斷交的緣故，竟然把自己的綠卡丟掉，還寫信給當時的蔣經國總統說：「我一定要回來台灣共赴國難，和國人同舟共濟」，當下認定這絕對是很愛國的青年。[57]
- 資深華府記者劉屏在中國時報專欄以「請馬總統學學謝瓦納茲」希望馬英九能學習喬治亞共和國總統謝瓦納茲的做法，勇敢拋下外交特權，讓劉姍姍一案由美國法院定奪[58][59]。
- 駐美特派員曹郁芬分析，台灣的外交官員從劉案更應該知道要自愛，因為犯罪賠上的不僅是他們自己的前途，還可能是台灣多年來奮鬥爭取的外交成果。而從秦日新案到劉姍姍案，外交部的外館人員不循體制內途徑表達對館長的不滿，而寧可對外爆料，甚至和美國聯邦調查局合作來打擊自己人，顯然外交部內部的控管和申訴機制已經瓦解。[60]

#### 網路評價
- 親藍媒體報導：一些臺灣僑胞忿忿不平，指稱菲傭壞心眼，為了拿綠卡，無所不用其極。但若不要讓人有機可乘，還需「除非己莫為」，法律看不出心眼好壞，犯罪的證據可是清楚的[61]。但這個說法遭到多數臺灣網友駁斥，認為這樣的護航太噁心了，甚至懷疑是造假新聞[62]。
- 多數網友認為劉姍姍犯了大錯，很多也認為她的醜聞丟臉到國外，是台灣之恥。[54]
- 劉姍姍的諧音是633，與馬英九在選舉時大肆宣傳、卻無法達到的633政見諧音，因此被網友諷刺都是馬英九的罩門[63]。

## 外部連結
- 劉珊珊起訴書